# Мустафа Махмуд аль-Умарі
Мустафа Махмуд аль-Умарі (араб. مصطفى محمود العمري; 1894—1962) — іракський політик, прем'єр-міністр країни у другій половині 1952 року.